# Coupe Memorial 2020
Navigation
Édition précédente Édition suivante
L'édition 2020 de la Coupe Memorial devait se disputer du 22 au 31 mai à Kelowna, dans la province de la Colombie-Britannique au Canada. Elle devait regrouper les champions de chacune des divisions de la Ligue canadienne de hockey (LCH) : la Ligue de hockey junior majeur du Québec (LHJMQ), la Ligue de hockey de l'Ontario (LHO) et la Ligue de hockey de l'Ouest (LHOu). La pandémie de COVID-19 qui touche le Canada force toutefois la LCH à annuler l'événement le 23 mars 2020.